# OV-magazine
OV-magazine is een onafhankelijk vakblad over openbaar vervoer.

## Geschiedenis
OV-magazine verschijnt sinds 1995 en is de opvolger van Openbaar vervoer, dat verscheen in de periode 1968-1994. Dit had als voorganger het tijdschrift Rail en weg (1966-1967), dat op zijn beurt weer de opvolger is van Spoor- en tramwegen (1925-1965).
De Centrale Bibliotheek van de Technische Universiteit Delft heeft alle bovengenoemde tijdschriften in collectie.